# The Boy Who Murdered Love
"The Boy Who Murdered Love" é uma canção da artista musical britânica Diana Vickers. Foi lançada em 19 de julho de 2010, servindo como segundo single de seu álbum de estreia Songs from the Tainted Cherry Tree (2010). Uma versão demo da canção veio à tona on-line depois de ter sido acidentalmente carregada por Vickers em seu perfil no Myspace, onde permanece até hoje.
A frase-título e a linha do refrão "Tiro, tiro, tiro, tiro, disparado como uma bala" em conjunto ajudaram a formar um esqueleto da canção que Braid desenvolveu com Vickers em uma sessão de gravação em seu estúdio.

## Faixas e formatos
- Download digital[2]

1. "The Boy Who Murdered Love" (Guena LG Remix aka Glam As You Radio Edit) - 3:32

- CD single[3]

1. "The Boy Who Murdered Love" - 3:21
2. "Once" (Radio 1 Live Lounge) - 3:00
3. "Just Say Yes" (Radio 1 Live Lounge) - 4:13
4. "Cold Kiss" (demo) - 3:17

## Desempenho nas paradas musicais
| Tabela musical (2010)                 | Melhor posição |
| ------------------------------------- | -------------- |
| Escócia (Official Charts Company)     | 28             |
| Reino Unido (Official Charts Company) | 36             |

## Histórico de lançamento
| Região      | Data                | Formato                    | Gravadora   | Ref.  |
| ----------- | ------------------- | -------------------------- | ----------- | ----- |
| Irlanda     | 16 de julho de 2010 | Download digital CD single | RCA Records |       |
| Escócia     | 21 de julho de 2010 | Download digital CD single | RCA Records |       |
| Reino Unido | 18 de julho de 2010 | Download digital           | RCA Records | [ 6 ] |
| Reino Unido | 19 de julho de 2010 | CD single                  | RCA Records |       |